# Seguendo l'Equatore
Seguendo l'Equatore (Following the Equator - A Journey Around the World, 1897) è un diario di viaggio dello scrittore statunitense  Mark Twain.
Nel 1894, Twain si trovava sull'orlo della bancarotta a causa di un investimento fallimentare su una macchina tipografica "rivoluzionaria". Nel tentativo di far fronte a un debito di circa 100 000 dollari (corrispondenti a circa 2 000 000 di dollari odierni), Twain intraprese nel 1895 un lungo viaggio attraverso l'intero Impero britannico, tenendo lezioni (lecture) in tutte le colonie britanniche.
Seguendo l'Equatore è il resoconto di questo viaggio. Il testo fornisce una rappresentazione del mondo coloniale della fine del XIX secolo, del quale Twain non dimentica di smascherare e criticare razzismo, imperialismo e zelo missionario. Fra i passaggi più celebri del libro si possono menzionare il racconto sprezzante dell'incontro di Twain con Cecil Rhodes e l'arrivo di Twain sull'isola di Mauritius. 

## Edizioni italiane
- Mark Twain, Seguendo l'equatore: un viaggio intorno al mondo, traduzione di Dario Buzzolan, Milano, Baldini Castoldi Dalai, 2010, ISBN 9788860736468.

- Mark Twain, Seguendo l'equatore: alla scoperta del mondo, traduzione di Romina Bicicchi, Rimini, Theoria, 2019, ISBN 9788854980280.

- Mark Twain, Seguendo l'equatore, traduzione di Livio Crescenzi, Fidenza, Mattioli 1885, 2022, ISBN 9788862618359.